# Brenda Rae
Brenda Rae (* 8. Februar 1982 in Appleton, Wisconsin) ist eine amerikanische Opernsängerin (Sopran), die international in tragenden Rollen an verschiedenen Opernhäusern aufgetreten ist. Seit 2008 ist sie Residentin im Opern- und Schauspielhaus Frankfurt. Sie sang in der Naxos Records 2015-Aufzeichnung von Milhauds L’Orestie d’Eschyle, die für den Grammy Award für die beste Opernaufnahme nominiert wurde.

## Leben
Geboren und aufgewachsen in Appleton, Wisconsin, ist Rae Absolventin der University of Wisconsin-Madison (Bachelor of Music, 2005) und der Juilliard School (Master of Music, 2008). Rae ist verheiratet und hat ein Kind.

## Auftritte
Während eines Studiums bei Juilliard sang sie Rollen in verschiedenen Produktionen des Juilliard Opera Centers, darunter Mary Shrike in der Weltpremiere von Lowell Liebermanns Fräulein Lonelyhearts (2006), Eurydice in Offenbachs Orpheus in der Unterwelt (2006), Arminda in Mozarts La finta giardiniera (2007), und die Gräfin Adele in Rossinis Le comte Ory (2007). Im Jahr 2013 debütierte sie in der Carnegie Hall als Polissena in Händels Radamisto mit David Daniels in der Titelrolle und Dirigent Harry Bicket als Leiter des englischen Concert Orchesters.
Im selben Jahr debütierte sie an der Santa Fe Opera als Violetta in Verdis La traviata.
Sie kehrte nach Santa Fe im Jahr 2014 als Donna Anna in Mozarts Don Giovanni und die Köchin in Le rossignol. Im Jahr 2015 sang sie die Titelrolle in Händels Semele an der Seattle Opera. Rae ist in vielen Opern im Opern- und Schauspielhaus Frankfurt seit ihrem Debüt dort im Jahr 2008 aufgetreten. Zu ihren weiteren Aufführungen an der Frankfurter Oper gehören Aithra in Die ägyptische Helena (2015), Amina in La sonnambula (2014–2015), Angelica in Antonio Vivaldis Orlando furioso, Anne Trulove in The Rake’s Progress (2012), Cleopatra in Händels Giulio Cesare (2012–2013), Eternità und Giunone in Cavallis La Calisto (2011–2012), Fiordiligi in Mozarts Così fan tutte (2014), Helmwige in der Walküre (2012), Konstanze in Mozarts Die Entführung aus dem Serail (2011), Lora in Wagners Die Feen (2011), Musetta in La Bohème (2012), Olympia in Offenbachs Hoffmanns Erzählungen (2011), Pamina in der Zauberflöte (2011), Servilia in Mozarts La clemenza di Tito (2011), Violetta in La traviata (2011), Zerbinetta in Strauss’ Ariadne auf Naxos (2013–2014) und die Titelrollen in Donizettis Maria Stuarda (2012) und Lucia di Lammermoor (2015–2016) und viele andere.
Zu den anderen europäischen Auftritten gehören Auftritte an der Bayerischen Staatsoper (Debüt als Konstanze, 2012), Glyndebourne Festival Opera (Arminda in Rinaldo, 2011), Grand Théâtre de Bordeaux (Zerbinetta, 2011) und das Théâtre des Champs-Élysées (Polissena in Radamisto, 2013) und andere.